# Riga Vandkraftværk
Riga Vandkraftværk (lettisk: Rīgas hidroelektrostacija eller Rīgas HES) ligger lige uden for Rigas sydlige bygrænse, og er geografisk placeret i byen Salaspils. Samlet installeret effekt genererer en kapacitet på 402 MW. Der er seks generatorer, to transformatorer og to 330 kV højspændingsledninger (til Salaspils og Bišuciems). Vandkraftværket drives af Latvenergo.

## Historie
Riga Vandkraftværk sattes i drift i 1974. For at opbygge vandkraftværket, blev en dæmning bygget på tværs af Daugavafloden gennem midten af Dole Ø, hvoraf halvdelen er blevet oversvømmet for at gøre plads til reservoiret. Udover Dole Ø er flere andre mindre øer sat under vand for at fylde reservoiret. Dæmningen blev bygget i slutningen af 1960'erne. Bortset fra sit vigtigste formål, at holde reservoiret indelukket, består dens øvre del af en vejbane, der udgør en del af både europavej E22 og europavej E77. En jernbane lå også tidligere på dæmningen, men brugtes kun under opførelsen af vandkraftværket, og blev revet ned i begyndelsen af det 21. århundrede. Dette skyldes, at der ikke er nogen eksisterende jernbaner på Daugavas venstre bred. Den tidligere jernbane begyndte på Salaspils Station og endte omtrent på midten af Dole Ø.
Riga Vandkraftværk er en vigtig del af Rigas udvikling, og den primære kilde til elektricitet i Riga, mens reservoiret er en kilde til vand for de fleste af Rigas indbyggere. Desuden er det kraftværk, der anvendes som kompensations-kraftværk for TEC2 kraftvarmeværket for at regulere spændingen i det elektriske netværk og for at kompensere for strømmens mangler.